# Bigger Than Us
"Bigger Than Us" er en sang fremført af Michael Rice som deltog i Eurovision Song Contest 2019. Sangen opnåede en 26. plads.

## Eksterne kilder og henvisninger
| Musik | Spire Denne musikartikel er en spire som bør udbygges. Du er velkommen til at hjælpe Wikipedia ved at udvide den. |